# Barnawartha
Barnawartha är en ort i Australien. Den ligger i kommunen Indigo och delstaten Victoria, omkring 240 kilometer nordost om delstatshuvudstaden Melbourne. Antalet invånare är 518.
Runt Barnawartha är det ganska glesbefolkat, med 36 invånare per kvadratkilometer.. Närmaste större samhälle är Howlong, omkring 14 kilometer norr om Barnawartha.
Trakten runt Barnawartha består till största delen av jordbruksmark. Genomsnittlig årsnederbörd är 1 200 millimeter. Den regnigaste månaden är juli, med i genomsnitt 153 mm nederbörd, och den torraste är november, med 53 mm nederbörd.